# Jeórjiosz Orfanídisz
Jeórjiosz Orfanídisz (görög nyelv: Γεώργιος Δ. Ορφανίδης ) (Törökország, İzmir, 1859. – 1942.) olimpiai bajnok, ezüstérmes görög sportlövő.
A legelső újkori nyári olimpián, az 1896. évi nyári olimpiai játékokon, Athénban indult sportlövészetben, mind az 5 versenyszámban: összetett szabadpuskában aranyérmes lett míg gyorstüzelő pisztolyban ezüstérmes.
Legközelebb az 1906. évi nyári olimpiai játékokon tért vissza sportlövőként. 10 versenyszámban indult el. 50 méteres szabadpisztolyban aranyérmet nyert. Ezt az olimpiát utólag nem hivatalossá nyilvánította a Nemzetközi Olimpiai Bizottság
Utolsó olimpiája az 1908. évi nyári olimpiai játékokon londoni volt. Ekkor 4 sportlövő számban indult. Érmet nem nyert.
Civil foglalkozása ügyvéd volt és 1921–1930 között tagja volt a Görög Olimpiai Bizottságnak.